# Народен национален конгрес (Папуа Нова Гвинея)
Вижте пояснителната страница за други значения на Народен национален конгрес.
Народният национален конгрес (на английски: People's National Congress) е политическа партия в Папуа Нова Гвинея.
Нейни представители оглавяват правителството през 1997-1999 година и от август 2011 година. На парламентарните избори през 2012 година партията, оглавявана от министър-председателя Питър О'Нийл, заема първо място с 27 от 111 места в Националния парламент.